# Dischidia ovata
Dischidia ovata är en oleanderväxtart som beskrevs av George Bentham. Dischidia ovata ingår i släktet Dischidia och familjen oleanderväxter. Inga underarter finns listade i Catalogue of Life.